# Niels Hintermann
Niels Hintermann (Bülach, Suiza, 5 de mayo de 1995) es un esquiador que tiene 1 victoria en la Copa del Mundo de Esquí Alpino (con un total de 1 podio).

## Resultados

### Copa del Mundo

#### Clasificación General Copa del Mundo
- 2015-2016: 122.º

#### Clasificación por disciplinas (Top-10)
- 2016-2017:
  - Combinada: 2.º

#### Victorias en la Copa del Mundo (1)

##### Combinada (1)
| Fecha               | Lugar  |
| ------------------- | ------ |
| 13 de enero de 2017 | Wengen |